# Mimi Pollak
Maria Helena "Mimi" Pollak (Karlstad, 9 aprile 1903 – Stoccolma, 11 agosto 1999) è stata un'attrice e regista svedese.

## Filmografia parziale
Attrice
- Un'estate d'amore (Sommarlek), regia di Ingmar Bergman (1951)
- Sinfonia d'autunno (Höstsonaten), regia di Ingmar Bergman (1978)

Regista
- Malin går hem (1953)